# Indigofereae
Indigofereae es una tribu de plantas de la subfamilia Faboideae dentro de la familia Fabaceae.

## Géneros
- Cyamopsis, Indigastrum; Indigofera; Microcharis; Phylloxylon; Rhynchotropis; Vaughania